# Michel Volkonski
Le prince Michel Volkonski, ou Wolkonsky (en russe : Михаил Петрович Волконский), né le 22 juillet 1891 (3 août dans le calendrier grégorien) au château de Fall, près de Revel dans le gouvernement d'Estland appartenant à l'Empire russe et mort à Moscou le 18 septembre 1961, est un aristocrate russe descendant de Rurik et du fameux décembriste, le prince Serge Grigoriévitch Volkonski (1788-1865), qui fut chanteur d'opéra.

## Biographie
Le prince naît dans le domaine familial de Fall, aujourd'hui en Estonie. Son père est le prince Pierre Volkonski (1861-1948) et sa mère est née princesse Chakhovskoï. Les terres paternelles se trouvent dans la région de Tambov, près de Balachov, où le prince Pierre dirige l'assemblée de la noblesse locale.
La famille est obligée d'émigrer en France, après la Révolution d'Octobre et la perte de leurs biens. Suivant les goûts artistiques de son oncle, le prince Serge, ami de Diaghilev, le jeune homme poursuit une carrière de chanteur d'opéra en émigration. Il chante à l'opéra de Belgrade, comme baryton sous le nom de scène de Véron, puis s'installe à Paris, où son père est devenu archiviste de l'Église grecque-catholique russe. Il se marie trois fois, l'une de ses épouses a pour nom de jeune fille Sergueïeva, la troisième, qu'il épouse à Paris, 5ème arr., le 24 janvier 1931 est née Kyra Guéorguievna Petkevitch (ou Pietkewicz) (Kyra PETKEWITCH sur acte de mariage) née le 28 avril 1911 ) Kazan (1911-1995), fille de Georges PETKEWITCH, un ancien vice-gouverneur de Penza et de Kazan et ancien gouverneur de Voronej. Elle lui donne un fils baptisé André, né en 1933.
Influencé par la propagande victorieuse de Staline après la Seconde Guerre mondiale qui fit organiser en occident des comités de retour des Russes blancs, le prince décide avec sa famille de retourner en URSS à l'automne 1947. Son père, resté à Paris, meurt quelques mois plus tard.
Michel Volkonski vit dans les difficultés à Moscou, où il meurt en 1961. Il repose au cimetière de Peredelkino.